# Miskinói járás (Baskíria)
A Miskinói járás (oroszul: Мишкинский район) Oroszország egyik járása a Baskír Köztársaságban. Székhelye Miskino falu.

## Népesség
Baskírföld egyetlen járása, mely abszolút mari többségű lakossággal rendelkezik.
- 1970-ben 37 375 lakosa volt.
- 1989-ben 28 603 lakosa volt.
- 2002-ben 27 099 lakosa volt, melyből 19 137 mari (70,62%), 4 291 tatár (15,83%), 1 779 orosz (6,56%), 1 754 baskír (6,47%),
- 2010-ben 25 318 lakosa volt, melyből 18 038 mari (71,5%), 4 027 tatár (16%), 1 788 orosz (7,1%), 1 230 baskír (4,9%), 26 ukrán, 12 csuvas, 15 udmurt, 3 fehérorosz, 2 mordvin.

| Lakosok száma | 48 838 | 32 710 | 27 890 | 27 099 | 26 619 | 26 390 | 25 318 | 24 179 | 23 419 | 21 987 |
|               | 1939   | 1979   | 1999   | 2002   | 2005   | 2007   | 2010   | 2014   | 2017   | 2021   |

## A járáshoz tartozó települések
A mari többségű települések megjelölése: ***
- Miskino, a járás székhelye ***
- Andrejevka ***
- Babajevo
- Bajmurzino ***
- Bajturovo ***
- Bas-Bajbakovo
- Biksikovo ***
- Birjubas ***
- Bolseszuhojazovo ***
- Bolsije Sadi
- Buklendi
- Verhnyeszorokino ***
- Voszhod ***
- Jelisevo ***
- Izimarino ***
- Ilikovo ***
- Irszajevo ***
- Isimovo ***
- Istibajevo
- Kajrakovo ***
- Kalmazan
- Kamejevo ***
- Karaszimovo
- Kargino ***
- Kigazitamakovo
- Kocskilgyino ***
- Krasznij Kljucs ***
- Krescsenszkoje ***
- Kurmanajevo ***
- Kizil-Jul
- Levickij ***
- Leninszkoje ***
- Lepeskino ***
- Mavljutovo
- Majevka
- Malonakarjakovo ***
- Malije Sadi
- Mitrjajevo ***
- Mihajlovka
- Nyizsneszorokino ***
- Nyikolajevka
- Novoakbulatovo ***
- Novovaszkino ***
- Novokaracsevo
- Novokilmetovo ***
- Novokljucsevo ***
- Novonyikolajevka ***
- Novoszafarovo
- Novotroickoje
- Ozerki ***
- Oktyabr
- Rajevka
- Refandi ***
- Russzkoje Bajbakovo ***
- Szabajevo
- Szosznovka ***
- Sztaroakbulatovo ***
- Sztaroarzamatovo ***
- Sztaroatnagulovo
- Sztarovaszkino ***
- Sztarokulcsubajevo ***
- Sztaronakarjakovo
- Tatarbajevo
- Tyerekejevo
- Tyigirmenevo ***
- Toktarovo ***
- Tinbajevo ***
- Ukozjas ***
- U-Marij ***
- Unur ***
- Urjadi
- Hudjakovka
- Csebikovo ***
- Csurajevo
- Jubajkulevo
- Janagusevo
- Jandiganovo ***

| Lakosok száma | 48 838 | 32 710 | 27 890 | 27 099 | 26 619 | 26 390 | 25 318 | 24 179 | 23 419 | 21 987 |
|               | 1939   | 1979   | 1999   | 2002   | 2005   | 2007   | 2010   | 2014   | 2017   | 2021   |